# 12月21日
12月21日是公历一年中的第355天（闰年第356天），离全年结束还有10天。

## 大事记

### 20世紀以前
- 69年：羅馬元老院推舉為羅馬皇帝，終結尼祿自殺後的內亂。
- 1124年：霍诺留斯二世当选为教宗。
- 1620年：英國五月花號成員抵達今日美國麻薩諸塞州普利茅斯地區，並在此建立普利茅斯殖民地。

### 20世紀
- 1919年：鼓吹抵制征兵制度的无政府主义支持者艾玛·高德曼在服刑2年后，被美国政府驱逐出境而前往俄罗斯。
- 1937年：美國華特迪士尼公司改編格林兄弟童話的首部動畫長片在洛杉磯首映。
- 1941年：第二次世界大戰：大日本帝國和泰國缔結日泰攻守同盟條約，泰國非官方式加入軸心國。
- 1946年：日本紀伊半島外海發生Mw 8.1的強烈地震，造成1,330人死亡。
- 1962年：挪威首个国家公园龙达讷国家公园正式成立。
- 1965年：在经由68个联合国成员国签署《消除一切形式种族歧视国际公约》后该公约正式获得通过。
- 1968年：美国阿波罗8号在佛罗里达州甘迺迪航天中心发射升空，执行首次绕月球航行的任务。
- 1988年：从西德法兰克福飞往美国底特律的泛美航空103航班在苏格兰洛克比上空因恐怖分子预先放置的炸弹爆炸而坠毁，导致270人罹難。
- 1988年：世界機身最長、承載重量最重的飛機安托諾夫安-225運輸機進行首次試飛。
- 1991年：中華民國舉辦第二屆國民大會代表選舉，為中華民國「國會全面改選」踏出第一步。
- 1991年：苏联11个加盟共和国的领导人在哈萨克斯坦阿拉木圖签署《阿拉木图宣言》，成立独联体，宣布苏联停止存在。
- 1992年：中国西昌卫星发射中心负责发射的澳大利亚澳普图斯B2卫星在升空约48秒后爆炸。
- 1995年：以色列軍隊從約旦河西岸地區城市伯利恆撤軍，並改由巴勒斯坦自治政府全面管理。

### 21世紀
- 2004年：香港九廣鐵路馬鞍山鐵路通車（現時為港鐵屯馬綫）。
- 2008年：台灣台北ING台北馬拉松最後一次在台北市政府前廣場比賽之後，正式走入歷史。
- 2009年：第四次江陳會在台中市舉行。
- 2012年：古馬雅文化曆法的最後一天。壬辰年冬至。因電影2012的影響，訛傳2012年預言的日期。
- 2012年：中華民國法務部長曾勇夫簽署死刑執行令，於法務部矯正署台北監獄刑場槍決：曾思儒和洪明聰二名死刑犯。於法務部矯正署台中監獄刑場槍決：陳金火和廣德強二名死刑犯。於法務部矯正署台南監獄刑場槍決：黃賢正一名死刑犯。於法務部矯正署高雄第二監獄刑場槍決：戴德穎一名死刑犯。一共於四處刑場槍決六名死刑犯。
- 2019年：美國賭城拉斯維加斯一幢樓宇發生大火，導致6人死亡，13人受傷。[1]
- 2023年：捷克共和国布拉格查理大学文学院发生大规模枪击事件，造成包括枪手在内的15人死亡，另有25人受伤。[2]

## 出生
- 968年：源賴信，日本平安時代武將（1048年逝世）
- 1401年：马萨乔，義大利文藝復興畫家，第一位使用滅點透視法的畫家（1428年逝世）
- 1773年：羅伯特·布朗，英國植物學家（1858年逝世）
- 1795年：利奧波德·馮·蘭克，德國歷史學家，被譽為「近代史學之父」（1886年逝世）
- 1804年：本傑明·迪斯雷利，英國政治人物、作家、貴族，第39、41任英國首相（1881年逝世）
- 1805年：托馬斯·格雷姆，蘇格蘭化學家（1869年逝世）
- 1815年：托馬·庫蒂爾，法國歷史畫家、教師（1879年逝世）
- 1818年：阿瑪麗亞，希腊王國首任王后（1875年逝世）
- 1850年：兹德涅克·菲比赫，捷克作曲家（1900年逝世）
- 1861年：日置益，日本外交官（1926年逝世）
- 1866年：昴德·冈昂，英國出生的愛爾蘭革命家、女權主義者和演員（1953年逝世）
- 1878年：扬·卢卡西维茨，波蘭邏輯學家、哲學家（1956年逝世）
- 1890年：赫爾曼·馬勒，美國遺傳學家、教育家，1946年諾貝爾生理學或医學獎得主（1967年逝世）
- 1897年：罗家伦，中国教育家、历史学家（1969年逝世）
- 1898年：艾拉·斯普拉格·鮑恩，美國物理學家、天文學家（1973年逝世）
- 1903年：甘泗淇，中国人民解放军上将（1964年逝世）
- 1909年：松本清張，日本推理小說作家，被譽為「世界推理小說三巨匠」之一（1992年逝世）
- 1914年：林百欣，香港企業家（2005年逝世）
- 1917年：海因里希·伯爾，德國作家，1972年諾貝爾文學獎得主（1985年逝世）
- 1918年：库爾特·瓦爾德海姆，奥地利政治人物，第9任奧地利總統，第4任联合國秘書長（2007年逝世）
- 1923年：三阪亙，日裔美國職業籃球運動員（2019年逝世）
- 1927年：李默然，中国表演艺术家（2012年逝世）
- 1928年：王方定，中国核化学家
- 1935年：約翰·艾維森，美國電影導演，1976年以《洛基》獲奧斯卡最佳導演獎（2017年逝世）
- 1935年：菲爾·唐納修，美國作家、製片人，第一個脫口秀節目《菲爾·唐納修秀》原創者、主持人（2024年逝世）
- 1937年：維克托·格拉先科，俄羅斯經濟學家、政治人物（2025年逝世）
- 1937年：珍·芳達，美國女演員
- 1940年：弗蘭克·扎帕，美國作曲家、創作歌手、電吉他手、唱片製作人、電影導演（1993年逝世）
- 1940年：施命大師，泰國比丘
- 1941年：盧海鵬，香港男演員
- 1942年：胡锦涛，曾任中共中央总书记、中华人民共和国主席
- 1944年：邁可·湯瑪斯，美國指挥家、鋼琴家及作曲家
- 1947年：帕科·德盧西亞，西班牙弗拉明戈吉他手，被稱為弗拉明戈之神（2014年逝世）
- 1948年：森姆·L·積遜，美國演員及監製
- 1949年：托馬·桑卡拉，上沃爾特第五任總統、布吉納法索第一任總統（1987年逝世）
- 1950年：徐立之，前香港大學校長
- 1950年：傑佛瑞·卡森伯格，美國商人、電影公司執行官、電影製片
- 1953年：許秀年，臺灣歌仔戲女演員
- 1954年：，美國女子網球運動員
- 1959年：弗洛伦斯·格里菲斯-乔伊娜，美國女子田徑運動員（1998年逝世）
- 1959年：黃和聯，馬來西亞政治人物（2014年逝世）
- 1960年：雪莉·雷曼，巴基斯坦政治人物
- 1961年：中嶋敦子，日本动画人物設計師
- 1961年：吳鎮宇，香港男演員
- 1962年：堀內博之，日本動画人物設計師
- 1962年：史蒂芬·梅努欽，美國銀行家，前任美國財政部長
- 1963年：德米特里·羅戈津，俄羅斯政治人物，現任俄羅斯航太總裁
- 1965年：本木雅弘，日本男演員
- 1966年：，蘇格蘭裔加拿大美劇演員
- 1966年：威廉·魯托，肯亞政治人物，現任肯亞總統
- 1967年：加文·皮爾斯，澳大利亞政治人物
- 1967年：草野正宗，日本SPITZ樂團主唱
- 1967年：米哈伊爾·薩卡什維利，格魯吉亞政治人物，第3任格魯吉亞總統
- 1969年：茱莉·蝶兒，法裔美籍女演員、編劇、導演、歌手
- 1969年：姜元來，韓國男子偶像團體
- 1972年：克劳迪娅·波尔，哥斯大黎加游泳運動員
- 1973年：史蒂芬·麥費利，美國編劇、製片人、演員
- 1973年：馬迪亞斯·艾美達，阿根廷足球運動員
- 1975年：夏爾·米歇爾，比利時律師、政治人物，前任比利時總理
- 1977年：三重野瞳，日本女歌手、作詞家、廣播節目主持人、節目作家、編劇
- 1977年：，法國政治人物，現任法國總統
- 1978年：孫寧，中國演員
- 1979年：艾莉絲，台灣主持人
- 1979年：周瑛鋒，中國中央電視台主持人
- 1980年：尹晶喜，韩国女演员
- 1981年：克里斯蒂安·扎卡爾多，義大利足球運動員
- 1982年：黃智雯，香港女藝人
- 1982年：瑪希拉·罕，巴基斯坦女演員
- 1983年：史蒂芬·連，韓裔美國男演員
- 1984年：傑克遜·拉斯波恩，美國男演員
- 1985年：柳浩太郎，日本男演員
- 1986年：佩爾·弗雷德里克·奧斯利，挪威搖滾歌手
- 1988年：狄以達，香港男歌手
- 1989年：顏毓麟，臺灣男演員
- 1989年：塔曼娜·巴提亞，印度女演員
- 1991年：里卡爾多·萨波納拉，意大利職業足球運動員
- 1993年：劉展霆，香港男藝人
- 1993年：盧婷，日本女性聲優
- 1995年：Bobby，韓國男子偶像團體iKON成員
- 1996年：馬嘉伶，日本女子偶像團體AKB48成員
- 1998年：劉柏辛，中國歌手
- 1998年：米卡，中國男子偶像團體INTO1成員
- 2004年：安祖路·加比爾，巴西職業足球運動員
- 2006年：鍾柔美，香港女歌手、演員
- 生年不詳：寺依沙織，日本女性聲優

## 逝世
- 683年：唐高宗李治，唐朝皇帝（628年出生）
- 956年：孫晟，五代十國官員（生年不詳）
- 1375年：喬凡尼·薄伽丘，意大利文学家（1313年出生）
- 1807年：约翰·牛顿，英国牧师（1725年出生）
- 1819年：尚-馬蒂厄-菲利貝爾·塞律里埃，法國將軍（1742年出生）
- 1912年：保羅·哥爾丹，德國數學家（1837年出生）
- 1937年：弗兰克·B·凯洛格，美国国务卿，1929年诺贝尔和平奖得主（1856年出生）
- 1940年：法蘭西斯·史考特·費茲傑羅，美國近代著名小說家，代表作《大亨小傳》（1896年出生）
- 1941年：恩格爾貝特·恩德拉斯，德國海軍上尉（1911年出生）
- 1945年：乔治·巴顿，美国陆军四星上将（1885年出生）
- 1959年：北大路魯山人，日本藝術家（1883年出生）
- 1960年：埃里克·坦普爾·貝爾，英國數學家、小說家（1883年出生）
- 1985年：鄧禹平，臺灣作詞家、詩人、電影導演、畫家（1925年出生）
- 2006年：薩帕爾穆拉特·阿塔耶維奇·尼亞佐夫，土庫曼政治人物、獨裁者，首任土庫曼總統（1940年出生）
- 2017年：布魯斯·麥克坎德雷斯，美國太空人（1937年出生）
- 2021年：卡萊爾·格林，格瑞那達政治人物，曾任格瑞那達總督（1932年出生）
- 2022年：趙伊君，中國工程師（1930年出生）
- 2022年：張國成，中國工程師（1931年出生）
- 2023年：罗伯特·索洛，美國經濟學家，1987年諾貝爾經濟學獎得主（1924年出生）
- 2023年：劉西拉，中國土木工程專家（1940年出生）
- 2023年：阿列克謝·斯塔羅賓斯基，俄羅斯天體物理學家、宇宙學家（1948年出生）
- 2024年：杜平，香港男演員、節目主持人（1936年出生）

## 节假日和习俗
- 國際篮球日
- 菲律賓：軍人節